# ماميثا رمادية
المامِيثَا الرمادية نوع نباتي يتبع جنس الماميثا من الفصيلة الخشخاشية.